# Clara de Ovos
A Clara de Ovos (Clara Cluck, no original) é um personagem da Disney criado em 1934 e que se apresenta como uma grande galinha cantora, amiga de Minnie Mouse, Margarida e Clarabela.
Clara de ovos é um dos mais antigos personagens de Walt Disney. No universo Disney, Clara desempenha diversos papéis, principalmente como cantora, algumas de suas árias são claramente inspiradas nas de Tosca.
Teve aparição importante como um dos músicos na 'Hora Symphony'. Curiosamente, embora ela seja vista nas cenas de ensaio, no início, não é vista nas cenas de performance no final. Também aparece, às vezes, como professora de Huguinho, Zezinho e Luizinho ou de Chiquinho e Francisquinho. Outras vezes aparece como funcionária das empresas do Tio Patinhas. No cinema, como a maioria dos personagens da Disney, ela fez um pequeno papel em "Mickey Christmas Carol" (1983) e "Who Framed Roger Rabbit" (1988). Teve algumas aparições no Mickey Mouse Works (1999), onde é apresentada como vizinha da Margarida. Ela apareceu ocasionalmente em House of Mouse (2001). Em um episódio dessa série se apaixonou pelo Pato Donald e agressivamente o perseguiu, forçando-o a dançar com ela, usando vestidos e posando provocativamente para atraí-lo. Ela quase enganou Donald em se casar com ela, mas Margarida parou o casamento a tempo.
Clara faz parte do Clube Feminino de Patópolis e participa de aventuras com a Minnie, Vovó Donalda, Grilo Falante, Panchito, João Bafo de Onça, Horácio, Gastão e muitos outros.
Ao todo tem mais de 250 histórias produzidas e espalhadas pelo mundo. Tem a forma de uma galinha alaranjada ou rosada, com um grande chapéu azul com uma pena branca. Estreou em 1934 com Mickey Mouse no desenho 'Benefício de órfão'. Desde então ela apareceu como um personagem semi regular nos desenhos do Mickey Mouse. Nos quadrinhos ela é mostrada tanto no universo dos patos, como no dos ratos, como amiga da Margarida, da Clarabela e da Minnie. Clara tem sido um membro da turma do Mickey, desde o início de sua carreira, embora ela seja vista com menos frequência do que Clarabela e Horácio.

## Aparições
1. 1933 - Mickey's Mellerdrammer
2. 1934 - Orphan's Benefit (versão de 1934)
3. 1936 - Mickey's Grand Opera
4. 1937 - Mickey's Amateurs
5. 1938 - The Fox Hunt
6. 1941 - Orphan's Benefit (versão de 1941)
7. 1942 - Mickey's Birthday Party
8. 1942 - Symphony Hour
9. 1983 - Mickey's Christmas Carol
10. 1988 - Who Framed Roger Rabbit

## Nomes em outros idiomas
- Alemão: Klara Kluck
- Chinês: 克拉 克逻有 女士
- Dinamarquês: Klara Kluk
- Finlandês: Klaara Kotko
- Francês:Clara
- Grego: Τσικίτα
- Holandês:Klaartje Kip
- Inglês: Clara Cluck
- Italiano: Chiquita
- Japonês: めんどりのクララクラック
- Norueguês: Klara Klukk
- Polonês: Kwarella Dziobak
- Sérvio: Кока Клара
- Sueco: Klara Kluck